# Trio Ternura
Trio Ternura foi um grupo vocal brasileiro formado por Jussara Lourenço da Silva (Rio de Janeiro, 17 de maio de 1953), Jurema Lourenço da Silva (Rio de Janeiro, 7 de novembro de 1946) e Robson Lourenço da Silva (Rio de Janeiro, 24 de agosto de 1951 — Rio de Janeiro, 25 de dezembro de 2011). dos maiores grupos vocais negros do Brasil entre os anos 60 e 70. Formado pelos irmãos, Jhusara, Jurema e Robson.

## Biografia

### Início de vida
Nascidos e criados no bairro de Realengo, na Zona Oeste do Rio de Janeiro, o trio de irmãos já tinham contato com a música antes mesmo de serem lançados oficialmente para o Brasil. Durante a infância, eles costumavam cantar com o pai enquanto acompanhavam o toque do violão, além de realizarem pequenas apresentações em festinhas de vizinhança.[carece de fontes?]

### Carreira
Jhusara, Jurema e Robson iniciaram a carreira na década de 1960, inclusive participando do programa Jovem Guarda da TV Record. Os três vinham de uma família musical: seu pai era o compositor Umberto Silva. O grupo foi lançado oficialmente na rádio Globo, por Haroldo de Andrade, após ouvir os jovens cantarem a pedido do seu pai. Surpreendido com a potência vocal e harmonia que o trio adicionava às canções, o radialista resolveu produzir uma entrevista com os irmãos, que foram posteriormente encaminhados para se apresentar no programa “Tevefone”, um programa de grande audiência exibido pela Rede Globo de Televisão sob apresentação de Mário Luiz Barbato.[carece de fontes?]
O nome “Trio Ternura” foi dado por Lilian Maria, filha do compositor Almeida Rego, em homenagem ao grupo vocal brasileiro chamado “Trio Esperança”, também composto por irmãos. O trio esperança ficou conhecido pelo fato de os membros serem irmãos dos “Golden Boys”, outra renomada banda brasileira.
Durante os anos 60, o Trio Ternura gravou inúmeras canções que foram lançadas inicialmente pela gravadora Musidisc. Nos anos iniciais, o trio se destacou por cantar inúmeras canções inglesas adaptadas ao idioma português.
Os jovens lançaram seu primeiro compacto simples em 1966, onde abrigava duas canções: “A Raposa”, uma música escrita por Luiz Fernando e Luiz de Almeida e “Selado com um beijo”, uma adaptação brasileira feita pelo compositor Moacyr Bastos do clássico “Sealed With a Kiss”, originalmente escrita por Gary Geld e Peter Udell. No ano seguinte, após o lançamento do primeiro EP, o grupo lança mais um compacto com as faixas “Como é lindo o Natal” e “Volta meu amor”, tornando-se um dos primeiros sucessos da banda. A música era uma adaptação do pop “Changes”, de Phil Ochs.
Em 1968, o grupo lançou o single “Nem um talvez”, que permitiria aos jovens um maior reconhecimento pelo país. Escrita pelo próprio pai, Umberto Silva, em parceria de Terezinha Curtis, a música, apresentada em melodia romântica com Robson Lourenço na liderança e as irmãs Jhusara e Jurema nas harmonias de fundo, despertou imediatamente o interesse do cantor Roberto Carlos, que convidou os jovens para interpretarem a canção em seu programa “Jovem Guarda”, que estava em seu último ano de exibição pela TV Record.
O sucesso do grupo após o lançamento de “Nem um talvez” fez com que a Musidisc providenciasse a gravação de um álbum para os jovens cantores.
O primeiro LP, intitulado “Trio Ternura” apresentava uma capa simples, com os irmãos posando em um fundo rosa. Sob produção de Nilo Sérgio, o LP apresentava 6 faixas em cada lado do disco que transitavam entre o Soul e a Bossa Nova. Em 1969, o trio lançaria mais um compacto simples com as músicas “Não Brinque Com O Amor”, uma composição de Umberto Silva, e “É Hora de Cantar”. Este seria o último lançamento do grupo, que estava em mudança para a gravadora CBS.
Em 1970, o trio, a convite de Antônio Adolfo e Tibério Gaspar, gravou a canção “BR-3” ao lado do cantor Tony Tornado para o Festival Internacional da Canção exibido pela TV Globo. A proposta era que os irmãos se apresentassem ao lado do cantor como artistas, descartando a possibilidade de serem cantores de fundo ou coristas.
A apresentação dos artistas no FIC (como era conhecido) movimentou a plateia do Maracanãzinho desde que a cantora e apresentadora Hebe Camargo fez o anúncio. Vestindo roupas coloridas em tons psicodélicos, Tony Tornado e o Trio Ternura encontravam-se paralelos na mesma direção do palco executando harmonias e coreografias. Durante o interlúdio da música, os irmãos combinaram de abaixar as cabeças para a esquerda enquanto a música acelerava, entretanto, os jovens não tinham conhecimento de que Tony Tornado começaria a executar movimentos inspirados no cantor James Brown, levando a plateia à loucura.
A histórica apresentação da “BR-3” tornou-se imortalizada na história da música brasileira. O trio explodiu nas paradas, recebendo o título de “Os heróis da BR-3” pela “Revista Amiga”.
Em 1971 foi realizada mais uma edição do Festival Internacional da Canção. Marcado por embates políticos decorrentes da ditadura militar, a organização temia que o festival tivesse uma quantidade mínima de participantes, classificando assim vários compositores da fase nacional. A censura era um instrumento de forte controle durante esta época; inúmeros cantores tiveram suas músicas restritas e passaram a abandonar o festival como forma de protesto contra o regime.
O Trio Ternura participou novamente do festival a pedido do pai, Umberto Silva, onde defenderam a canção “Kyriê”, que significa "senhor" em grego. Composto por Paulinho Soares e Marcelo Silva, a música tornou-se a vencedora justamente por levar ao público um som totalmente diferente dos outros concorrentes.
Nesta edição, ficou em segundo lugar a música"Karany Karanuê", de José de Assis e Diana Camargo e interpretada por Luiz Antônio e Diana, e em terceiro ficou “Desacato”, de Antônio Carlos e Jocafi.
Com fortes influências da Soul Music, o grupo lança, no mesmo ano, o álbum intitulado “Trio Ternura”, produzido pelo cantor Raul Seixas, que, durante as sessões de gravação definiu o trio como “cantores que estão à frente do tempo”. O álbum se destacou, primeiramente, pela ousadia dos jovens ao mesclar inúmeros gêneros musicais como o soul, psicodélico, funky, r&b, e outros estilos da época.
A capa do álbum apresenta o trio com roupas em estilo psicodélico posando ao fundo de uma construção, no Jardim Botânico, localizado na Zona Sul do Rio de Janeiro. As vestimentas foram produzidas pela própria tia dos irmãos.
Em 1972 o trio deixa a CBS e assina com a gravadora Polydor, onde lançaram os compactos “O Mensageiro”, “Sempre Primavera / Canção Sem Rima”. No ano seguinte, o grupo emplaca a música “A Gira” e “Last Tango in Paris” nas paradas.
Composta por Umberto Silva, e pelo irmão Roberto Lou, conhecido por Beto Scala, a música ganhou destaque através dos instrumentais que remetiam ao candomblé, e também ao vocal secundário que Robson fazia mesclando as harmonias feitas pelas irmãs. No decorrer dos anos, “A Gira” ganhou forte notoriedade na Europa, passando a ser remixada por DJS em boates.
O grupo não permaneceu muito tempo a gravadora Polydor, e migraram para a RCA, onde lançaram o compacto “Filhos de Zambi”, e “Meu Caso Com Você”, um xote composto por Umberto Silva e Motta Vieira, que abria espaço para as vozes femininas das irmãs Jhusara e Jurema que, por muitos anos, ficaram conhecidas como “vozes gêmeas”. Este foi o último projeto do trio que no ano seguinte se tornaria um quinteto.
Em 1974, Raymundo Bittencourt e Roberto Menescal apresentam a Umberto Silva a ideia de abrigar mais dois membros no trio com o intuito de melhorar ainda mais a qualidade vocal da banda, especialmente para shows. Com a inclusão dos irmãos Zé Roberto e Léo, o grupo tornou-se "Quinteto Ternura".
O Quinteto não teria muito tempo em atividade; todavia, eles lançaram um LP homônimo pela RCA Victor, abrigando faixas que transitavam entre o latin, funk e soul. Um dos maiores destaques do álbum se deu, primeiramente com a música “Baby”, de Caetano Veloso, interpretada pelo quinteto em uma versão de Soul com o irmão Robson na liderança.
Os demais integrantes do grupo também tiveram lideranças em inúmeras faixas do álbum, como o dueto “Chegando”, liderado por Jurema e Léo, “Ele e Ela” por Jhusara e “Quando eu gosto é pra valer”, com Zé Roberto.
O LP foi relançado em 2001 pela gravadora RCA em um formato de CD. O mesmo álbum também foi lançado no Japão, pela gravadora BGM.
O grupo se desfez oficialmente no final dos anos 70, e as irmãs Jhusara e Jurema seguiram a carreira de backing-vocal, trabalhando com renomados artistas como Alcione, Cazuza, Elba Ramalho e Sérgio Mendes. Um dos projetos mais notáveis da dupla foi o show “Dois Quartos”, de Ana Carolina, que executava coreografia com as cantoras e também abria espaço para que a plateia pudesse interagir com elas.

## Discografia do conjunto
| Ano              |  | Gravadora   | Album                                                   | Formato  |
| ---------------- |  | ----------- | ------------------------------------------------------- | -------- |
| 1966             |  | Musidisc    | A Raposa / Selado Com Um Beijo                          | Compacto |
| 1968             |  | Musidisc    | La, La, La / Come On Back To Me                         | Compacto |
| 1968             |  | Musidisc    | La, La, La                                              | Single   |
| 1968             |  | Musidisc    | Nem Um Talvez / Palavras Inúteis                        | Compacto |
| 1968             |  | Musidisc    | Trio Ternura                                            | LP       |
| 1969             |  | Musidisc    | Não Brinque Com O Amor / É Hora De Cantar               | Compacto |
| 1970             |  | CBS         | Não Vou Brigar Com Você / Se Eu Tivesse O Poder De Deus | Compacto |
| 1970             |  | CBS         | Eu Sou De Você / Longe De Você                          | Compacto |
| 1971             |  | CBS         | Por Isso Eu Digo: Brasil Eu Fico / Ah! Se Eu Pudesse    | Compacto |
| 1971             |  | CBS         | Trio Ternura                                            | LP       |
| 1972             |  | Polydor     | O Mensageiro / Razão de Ser                             | Compacto |
| 1972             |  | Polydor     | Sol Quarenta Graus                                      | EP       |
| 1972             |  | Polydor     | Sempre Primavera / Canção Sem Rima                      | Compacto |
| 1973             |  | Polydor     | A Gira / Last Tango In Paris                            | Compacto |
| 1974             |  | RCA         | Filhos De Zambi / Meu Caso Com Você                     | Compacto |
| Quinteto Ternura |  |             |                                                         |          |
| 1974             |  | RCA         | Quinteto Ternura                                        | LP       |
| 1975             |  | RCA         | Baby / Quando Gosto É Pra Valer                         | Compacto |
| 1977             |  | RCA         | Baby / Come To Me Together                              | Compacto |
| 1978             |  | Continental | Linda Manhã / Simão Pedro                               | Compacto |